# Тодд, Хью
Хью Тодд (англ. Hugh Todd; Пустой шаблон {{ВД-Преамбула}} ) — гайанский политический и государственный деятель. Занимает должность министра иностранных дел с августа 2020 года.

## Биография
В 1993 году вступил в ряды Сил обороны Гайаны. В 1995 году прошел обучение в Королевском военно-морском колледже Великобритании и ему было присвоено звание второго лейтенанта. Проходил службу в береговой охране Сил обороны Гайаны.
В 2001 году стал соучредителем кабельной сети Linden Television Cable Network, директором которой был до 2009 года. В 2011 году окончил Университет Вест-Индии со степенью магистра наук в области глобальных исследований. В 2012 году стал преподавателем Университета Гайаны в Джорджтауне, а в 2017 году был назначен заместителем декана.
5 августа 2020 года был назначен министром иностранных дел и международного сотрудничества в правительстве Ирфаана Али. Бывший министр иностранных дел Карл Баррингтон Гринидж, который занимался вопросом о спорном участке границы с Венесуэлой в Международном суде ООН, был оставлен в контактной группе на время рассмотрения дела.
12 августа 2020 года у Хью Тодда был диагностирован положительный результат на COVID-19, что привело к временному карантину и тестированию всех членов кабинета министров.
17 августа 2020 года назначил Роберта Персауда секретарём иностранных дел.